# 时差 (项目管理)
在项目管理中时差或浮动时间（Float）是指工作或线路可以利用的机动时间，即在项目网络图中时差的延误不会造成紧后工作（自由时差或自由浮动时间）和总工期（总时差或总浮动时间）的延误。
在网络计划中，总时差（total float）最小的工作是关键工作，也就是具有的机动时间最小。全部由关键工作组成的路径即为关键路径，关键路径上总的工作持续时间最长。如右图的双代号网络图中，有6项工作、5个节点和3条路径，其中10-20-50（B-C）和10-30-40-50（A-D-F）是关键路径，工作持续时间7个月。10-30-50（A-E）是非关键路径，工作E有1个月的自由时差。
通过对总时差和自由时差的计算，确定关键路径和非关键路径，可以进行项目进度优化，提高工作效率。